# پفدرسهایم
پفدرسهایم (به آلمانی: Worms-Pfeddersheim) یک منطقهٔ مسکونی در آلمان است که در ورمس واقع شده‌است. پفدرسهایم ۷٬۴۱۴ نفر جمعیت دارد.